# Fuerzas Armadas de Noruega
Las Fuerzas Armadas de Noruega (en noruego: Forsvaret) cuentan con unos 30 000 empleados, incluyendo los empleados civiles. El número de las fuerzas armadas durante una movilización total es de aproximadamente 100 000 combatientes. Las Fuerzas Armadas de Noruega están subordinadas al Ministerio Noruego de Defensa encabezado por Ine Marie Eriksen Søreide. El Comandante en Jefe es el rey Harald V.
Bajo la Constitución, el Ministro de Defensa es responsable ante el Stortinget de todas las actividades llevadas a cabo por las agencias bajo su responsabilidad. Esto significa que el ministro, como parte de la rama ejecutiva de gobierno, es responsable de supervisar las actividades de sus agencias subordinadas, entre otras cosas mediante una supervisión general de sus funciones.
El mayor ejercicio militar anual es Cold Response llevado a cabo anualmente con todos los países miembros de la OTAN y sus invitados.

## Organización
Según la Constitución de Noruega, todos los ciudadanos varones sanos mayores de 19 años están obligados a realizar el servicio militar por un mínimo de 12 meses. Esta responsabilidad dura hasta la edad de 44 años. Según las necesidades operativas de las Fuerzas Armadas Noruegas se establece la cantidad de conscriptos necesarios. En el año 2009, el Parlamento noruego aprobó una nueva Ley de servicio militar estableciendo que las candidatas mujeres tienen que cumplir el examen, la clasificación y los demás requisitos para el servicio militar, al igual que los hombres.
El Ministerio de Defensa es, desde 2003, una estructura integrada por personal civil y personal militar. Subordinados al Ministerio de Defensa están la Organización Militar de Fuerzas Armadas, así como tres agencias civiles: la Agencia de Seguridad Nacional, la Fundación Noruega de Investigación de Defensa, y la Agencia Estatal de Defensa.
Ramas militares (en orden de antigüedad):
- Ejército Noruego
- Armada Real de Noruega
- Real Fuerza Aérea Noruega
- Guardia Nacional de Noruega
- Fuerza de Defensa Cibernética de Noruega
- Comando de Operaciones Especiales de Noruega (NORSOCOM) (establecido en enero de 2014)[4]

Otras estructuras principales incluyen:
- El Estado Mayor de Defensa de Noruega (DEFSTNOR), con sede en Oslo, actúa como Estado Mayor del Jefe de Defensa. Está encabezado por un general o almirante de tres estrellas. El DEFSTNOR asigna prioridades, gestiona recursos, proporciona generación de fuerzas y actividades de apoyo. Cada una de las cuatro ramas de defensa está dirigida por un general o almirante de dos estrellas, subordinado al DEFSTNOR.

- El Cuartel General Conjunto Noruego (NJHQ), ubicado en Reitan, cerca de Bodø, tiene el control operativo de las fuerzas armadas noruegas en todo el mundo las 24 horas del día, los 7 días de la semana. Está encabezado por el Comandante Supremo de las Fuerzas Armadas Noruegas, un general o almirante de tres estrellas.

- La Organización Noruega de Logística de Defensa (NDLO), ubicada en Kolsås, en el municipio de Bærum (a las afueras de Oslo), es responsable de la ingeniería, las adquisiciones, la inversión, el suministro y las tecnologías de la información y las comunicaciones. También se encarga del mantenimiento, la reparación y el almacenamiento de materiales.

## Armamento

### Principales materiales del ejército
- Carros de combate:
  - 52 Leopard 2 A4NO 120 mm
- Vehículos blindados:
  - 300 M113 12,7 mm
  - 50 Patria Pasi 12,7 mm
  - 104 CV 90 40mm
  - 170 Iveco LMV
  - 10 ATF Dingo
- Artillería:
  - 14 M109-A3GN 155 mm
- Defensa aérea:
  - Misiles de corto alcance RBS 70
- Arma antitanque:
  - NM142/TOW II 149 mm

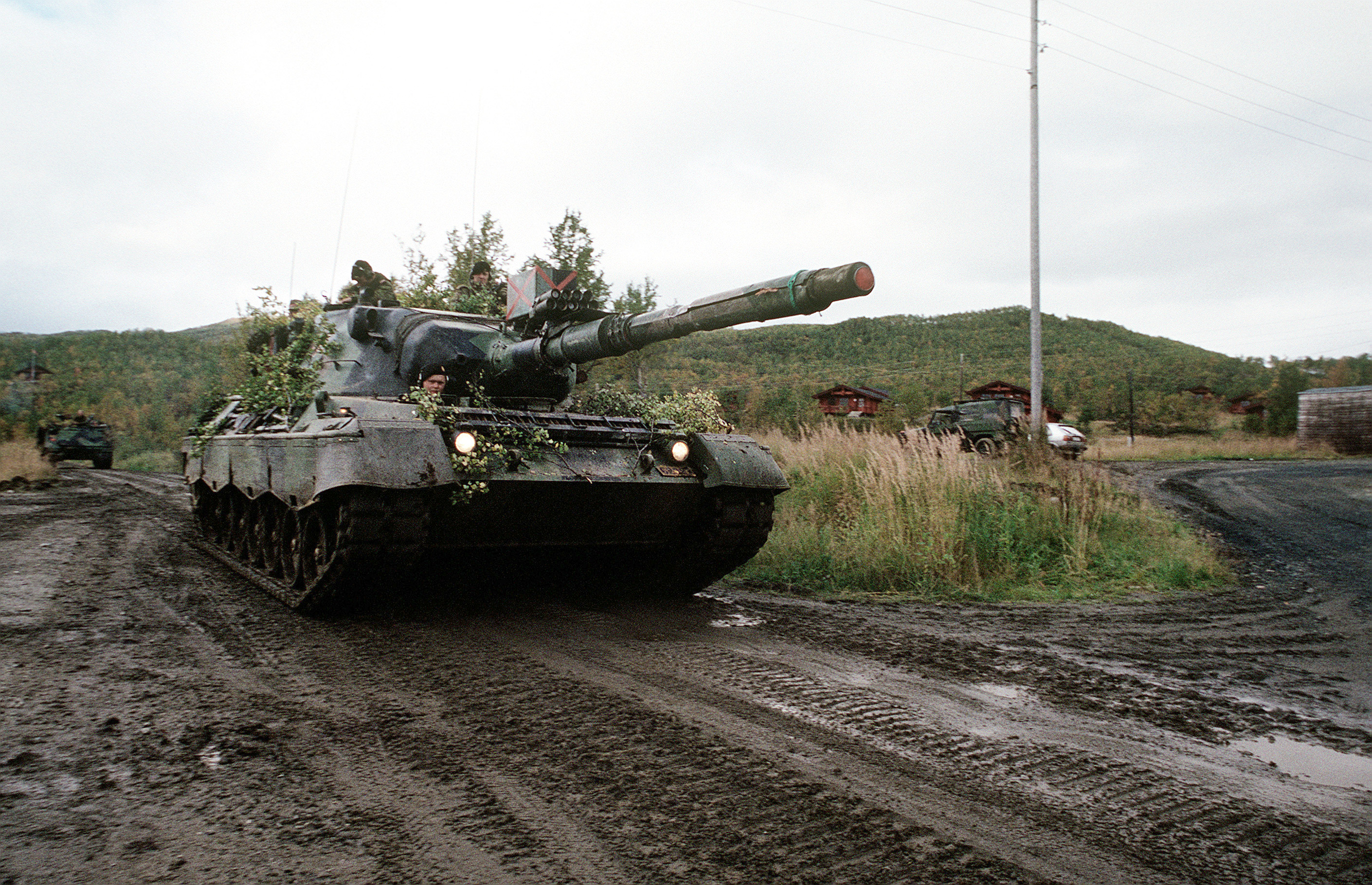
Carro Leopard 1A5NO.

  - Sistema de misiles TOW I/II 127/149 mm

### Principales materiales de la Armada

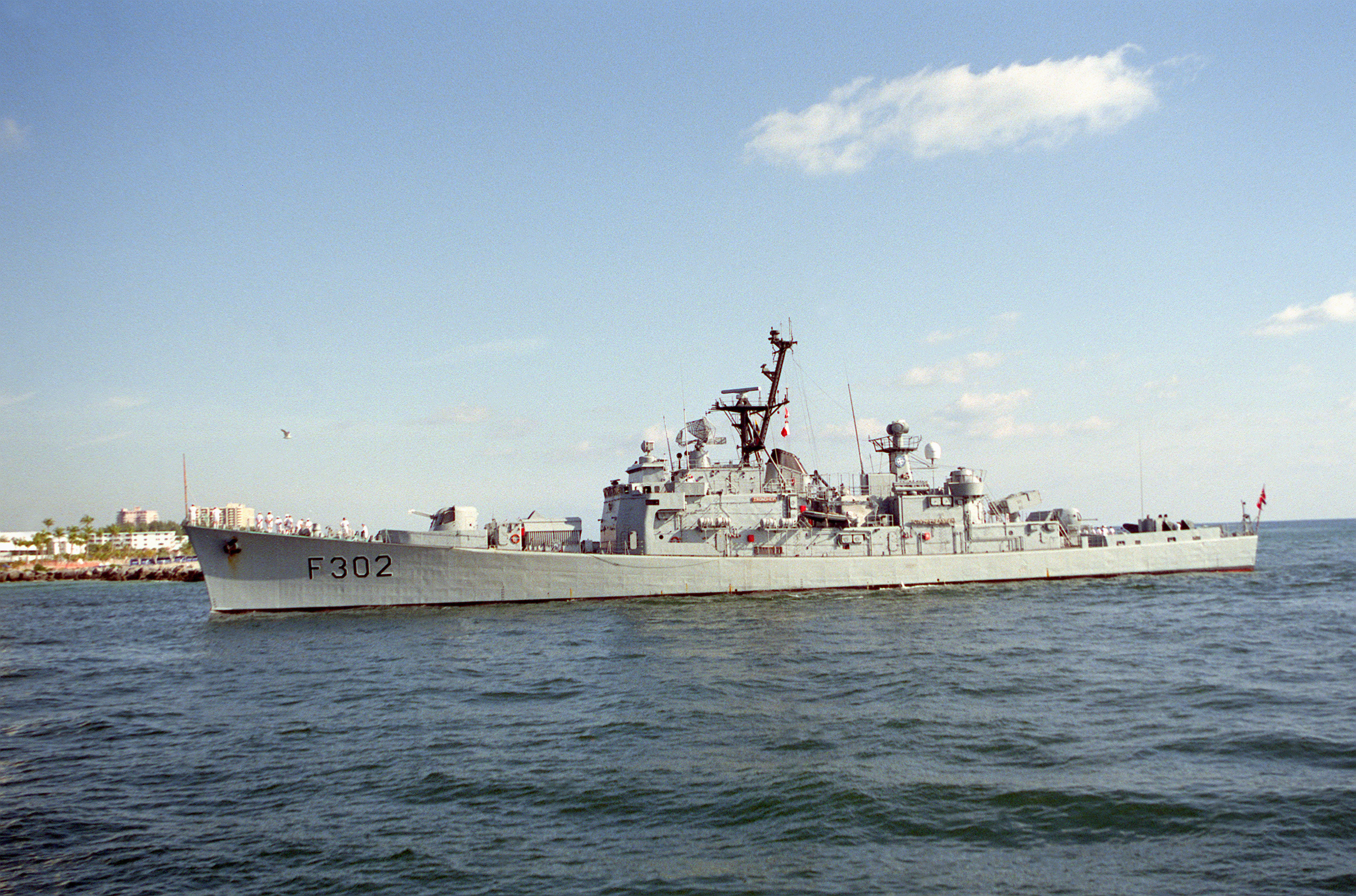
Fragata clase Oslo Trondheim, F-302.

- Buques:
  - 4 Fragatas Clase Fridtjof Nansen
  - 6 Submarinos Clase Ula
  - 6 corbetas Clase Skjold

### Principales materiales de la Fuerza Aérea
- Aviones:
  - 57 Aviones de combate F-16
  - 6 Aviones de transporte Hércules C-130
  - 3 Jet Falcon DA-20
  - 18 helicópteros Bell 412 SP